# Winter Games
Winter Games è un videogioco sportivo sviluppato da Action Graphics per Epyx e pubblicato da Epyx e U.S. Gold, basato sulle discipline dei giochi olimpici invernali. Uscito nel 1985 per Commodore 64, il titolo fu in seguito convertito per numerosi home computer e console dell'epoca. Fa parte della serie di giochi multisportivi Games, preceduto da Summer Games II e seguito da World Games. Le versioni per computer furono di solito molto apprezzate dalla critica.

## Modalità di gioco
La presentazione con l'accensione del braciere olimpico e la scelta dei giocatori con gli inni nazionali sono analoghe a quelle del precedente Summer Games.
Le discipline sportive presenti nel videogioco possono variare leggermente a seconda della piattaforma e generalmente sono:
- Freestyle (qui chiamato hot dog) - in un breve salto bisogna compiere evoluzioni e atterrare correttamente, ricevendo una votazione dai giudici.
- Pattinaggio di figura individuale - in un minuto di tempo bisogna compiere un certo numero di figure, in uno stadio del ghiaccio a scorrimento orizzontale.
- Salto con gli sci - un grande salto dal trampolino durante il quale bisogna correggere la posizione aerodinamica. La scena è vista da lontano in due schermate, ma c'è una finestrella con un ingrandimento dello sciatore.
- Free skating - analogo al pattinaggio di figura, ma con programma lungo.
- Pattinaggio di velocità - gara uno contro uno, con schermo diviso a scorrimento orizzontale indipendente, basata sul tempismo nei movimenti. Questo è l'unico evento giocabile da due persone contemporaneamente.
- Biathlon - un percorso composto da varie schermate di valli e colline. Si scia con movimenti ritmici tenendo conto dell'affaticamento. Solo la fase del tiro al bersaglio è in prima persona con un mirino.
- Bob - bisogna guadagnare velocità ma senza finire fuori pista in curva. Le curve sono prevedibili grazie a una minimappa dell'intera pista.

La visuale degli atleti è sempre di profilo, con l'effetto della prospettiva, tranne nel bob che ha la visuale 3D alle spalle dell'atleta.
La versione Atari 2600 è molto semplificata, con scorrimento verticale in varie discipline, tra cui uno slalom.